# Miguel Alemán Valdés
Miguel Alemán Valdés (Sayula, 29 de setembro de 1900 - Cidade do México, 4 de maio de 1983) foi um político mexicano, foi presidente do México de 1946 até 1952, filiado ao Partido Revolucionário Institucional.

## Biografia
Nasceu em Sayula, Estado de Veracruz, no dia 29 de setembro de 1900, filho do general revolucionário Miguel Alemán González. Devido às posições políticas de seu pai, Alemán encontrou dificuldades para ser aceite na escola primária de sua cidade natal. Entre 1920 e 1925 ele estudou na Escola Nacional Preparatória na Cidade do México.
Formou-se em Direito pela Universidad Nacional Autónoma de México (UNAM) em 1928, com uma monografia sobre acidentes de trabalho e doenças profissionais. Alemán tornou-se então um exitoso advogado trabalhista e ganhou fama defendendo trabalhadores e sindicatos contra grandes empresas. Isto o credenciou para entrar na política.
Filiou-se ao Partido da Revolução Mexicana (PRM) e foi deputado federal, senador (entre 1934 e 1936) e governador do seu Estado natal de 1936 a 1939. Em 1940, foi nomeado ministro do interior (secretario de gobernación) pelo presidente Manuel Ávila Camacho. Alemán havia sido o coordenador da campanha presidencial de Ávila Camacho entre 1939 e 1940. Permaneceu no ministério até 1945, quando foi escolhido candidato à presidência.
Em 1946, Miguel Alemán foi o principal artífice da mudança do nome do partido do governo: de Partido de la Revolución Mexicana (PRM), o partido mudou seu nome para Partido Revolucionário Institucional (PRI). Ascendeu à Presidência do México aos 46 anos de idade.
Durante seu gobierno, foram construídas a Cidade Universitária da UNAM e os conjuntos habitacionais Juárez e Alemán, na Cidade do México. Alemán destacou-se pelo forte apoio que deu ao turismo no México, principalmente no balneário de Acapulco, visando obter mais divisas para o país.
Alemán incentivou o desenvolvimento industrial, aumentando a extensão da malha ferroviária do México, melhorando as condições das rodovias e construindo várias escolas. Para financiar tudo isto, ele, em 1947, contraiu um grande empréstimo junto aos Estados Unidos. Também trabalhou extensamente em projetos de irrigação rural e incentivou as culturas do arroz, do açúcar, bananas, do café e do abacaxi, tudo isto porque, naqueles anos o México sofreu de uma epidemia de escorbuto que matou milhares.
Alemán também concedeu a mulher o direito de voto nas eleições municipais (nas eleições federais, este direito só seria concedido pelo seu sucessor, Adolfo Ruiz Cortines) e em 1952, ele elevou a Baja California à categoria de Estado da Federação Mexicana.
Em matéria de política externa, ele firmou acordos de paz com as potências do Eixo, após a Segunda Guerra Mundial (o México deu uma simples contribuição ao esforço de guerra aliado, fornecendo uma pequena esquadrilha que lutou contra os japoneses em algumas ilhas do Pacífico). Alemán ainda ofereceu bons oficíos para um acordo de paz entre a Índia e o Paquistão, em 1948 e trabalhou junto com o governo norte-americano para solucionar a questão dos braceros, isto é, trabalhadores ilegais mexicanos nos Estados Unidos.
Todavia, o governo Alemán foi marcado pelo aumento dos políticos que se tornaram milionários graças aos grandes contratos celebrados pelo governo federal. O próprio presidente Alemán ganhou uma reputação de corrupto e ladrão, que prevalece até hoje no imaginário coletivo mexicano. A presidência de Miguel Alemán foi o início da simbiose dos grandes empresários com o governo mexicano, relação esta que dura até hoje.
Em 1952, Alemán entregou o poder ao seu sucessor, Adolfo Ruiz Cortines, seu conterrâneo veracruzano e seu ministro do interior.
Em 1961, o então presidente do México, Adolfo López Mateos, nomeou Alemán presidente do Conselho Nacional de Turismo do México. Neste cargo, Alemán atuou com muita eficiência durante mais de vinte anos. Entre suas iniciativas está a de levar os Jogos Olímpicos de 1968 para a Cidade do México.
Miguel Alemán Valdés, já afastado por completo da política, faleceu na Cidade do México, em 14 de maio de 1983.
Seu filho, Miguel Alemán Velasco, elegeu-se governador de Veracruz em 1998 e governou seu estado por seis anos.